# Hebe (planetka)

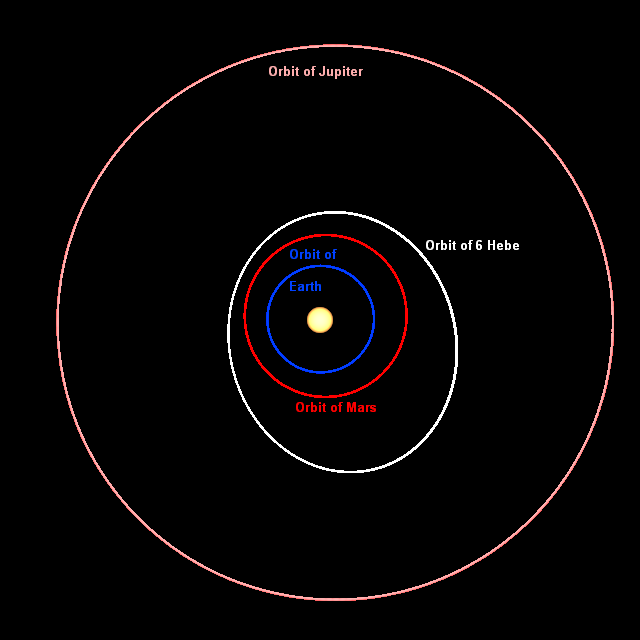
Hebe

(6) Hebe je jedna z největších planetek hlavního pásu asteroidů. Hebe byla šestá objevená planetka. Objevil ji 1. července 1847 Karl Ludwig Hencke. Byl to jeho druhý a poslední objev. Pojmenována byla podle řecké bohyně věčné mladosti Hébé, jméno navrhl Carl Friedrich Gauss.